# Igor Cuciuc
Igor Cuciuc (n. 14 septembrie 1983) este un interpret și muzician de muzică populară din Republica Moldova.

## Biografie
Cuciuc s-a născut în anul 1983 în satul Călinești, raionul Fălești, pe atunci RSS Moldovenească. Primele studii muzicale le-a făcut la Colegiul de muzică „Ștefan Neaga”. Ulterior, a absolvit facultatea de canto popular a Academiei de Muzică, Teatru și Arte Plastice „G. Musicescu” din Chișinău. 
În anul 2007 a obținut trofeul Festivalului-concurs „Nicolae Sulac”. În anul 2009 a lansat albumul solo cu denumirea „Mi-ai dat o fetiță Doamne”.
În anul 2011 a lansat videoclipul la piesa „Moldoveni veniți acasă”.
În prezent este solist al orchestrei de muzică populară „Frații Advahov”.
În decembrie 2020, Președintele Republicii Moldova Igor Dodon i-a conferit lui Igor Cuciuc Titlul onorific „Artist Emerit”.
A avut o fiică, Andreea, care a decedat la 15 noiembrie 2024, la doar 17 ani.

## Discografie

### Videoclipuri
- 99 de cumătri (2009)
- Domn Vasile (2009)
- Nea Costică (2010)
- Viața de Haiduc (2011)
- Moldoveni veniți acasă (2011)
- Sărbătoarea-i Mare (2012)
- Moldoveanul cât trăiește (2012)
- Zeama de găină (2015)
- Toba Moldoveanului